# Krușari, Dobrici
Krușari (în bulgară Крушари, în română Armutli) este un sat în comuna Krușari, regiunea Dobrici, Dobrogea de Sud, Bulgaria. 
Între anii 1913-1940 a făcut parte din plasa Ezibei a județului Caliacra, România.

## Demografie
Componența etnică a satului Krușari
     Bulgari (56,77%)
     Romi (25,03%)
     Nicio identificare (18,18%)
     Altele (0,92%)
La recensământul din 2011, populația satului Krușari era de 1.402 locuitori. Din punct de vedere etnic, majoritatea locuitorilor (56,77%) erau bulgari, cu o minoritate de romi (25,03%). Pentru 18,18% din locuitori nu este cunoscută apartenența etnică.